# NGC 6484
NGC 6484 is een spiraalvormig sterrenstelsel in het sterrenbeeld Hercules. Het hemelobject werd op 27 juni 1876 ontdekt door de Franse astronoom Édouard Jean-Marie Stephan.

## Synoniemen
- UGC 11010
- MCG 4-42-7
- MK 1118
- ZWG 141.19
- IRAS 17497+2429
- PGC 61008